# Susannah Harker
| Susannah Harker                           | Susannah Harker                                                        |
| Kattints az alábbi külső linkek egyikére! | Kattints az alábbi külső linkek egyikére!                              |
| ----------------------------------------- | ---------------------------------------------------------------------- |
| Nem található szabad kép.(?)              |                                                                        |
| külső link · jogvédett                    | Jane Bennett szerepében az 1995-ös „Büszkeség és balítélet” sorozatban |

Susannah Harker (London, Egyesült Királyság, 1965. április 26. –) angol színésznő, több mozifilmben és televíziós sorozatban játszott. Legismertebb filmszerepe a Büszkeség és balítélet című sorozatban volt. 2004-ben elvált férjétől, Iain Glentől.
1991-ben BAFTA-díjra jelölték a House of Cards című televíziós minisorozatban nyújtott alakításáért.

## Jelentősebb filmszerepei
- Úri passziók (1987)
- Forrongó évszak (1989)
- Túlélni Picassót (1996)
- Intimitás (2001)

## Jelentősebb televíziós szerepei
- Chancer (1990)
- House of Cards
- To Play the King
- Büszkeség és balítélet
- The Final Cut
- Kisvárosi gyilkosságok, XII. évad 2. rész (A fekete könyv)